# Lycomorpha pholus
Lycomorpha pholus là một loài bướm đêm thuộc phân họ Arctiinae, họ Erebidae.